# Strandingen i Vesterhavet
Strandingen i Vesterhavet eller Pigen fra Redningsstationen er en dansk stum romantisk komedie-dramafilm fra 1912 produceret af Nordisk Films Kompagni og instrueret af Eduard Schnedler-Sørensen. Filmens hovedroller i trekantsdramaet spilles af Einar Zangenberg, Ella Sprange og Ebba Thomsen i sidstnævntes filmdebut.
Filmen havde dansk premiere den 22. januar 1912 i Panoptikon Teatret.

## Handling
Den unge fisker Carl er forlovet med Marie fra Harboøre. Under et besøg i Lemvig møder han den adelige og livlige Komtesse Mira, som straks bliver forelsket i ham. Hun udtænker en plan for at få Carl med til København ved at udnævne ham som kaptajn på hendes yacht Dorothy. Trods modvilje accepterer Carl, og i hovedstaden bliver han forlovet med Mira, blændet af luksus og opmærksomhed. Marie og hendes far forsøger forgæves at få ham hjem, men først efter en dramatisk stranding af Dorothy, hvor Marie redder dem ved at signalere fare, kommer Carl til sig selv. Tilbage i Harboøre genforenes han med Marie, og han indser, at hans sande lykke ligger i hjemstavnens enkelhed og hendes trofaste kærlighed.

## Medvirkende
- Birger von Cotta-Schønberg som Grev Seberg
- Ebba Thomsen som Komtesse Mira, grevens datter
- Ferdinand Christensen som Konsul Berg
- Fanny Dall Petersen som Magda, konsulens datter
- Carl Johan Lundqvist som Strandfoged Jespersen
- Ella Sprange som Marie, strandfogedens datter
- Einar Zangenberg som Carl, fisker og Maries kæreste